# Claus Michael Ringel
Claus Michael Ringel (Zwickau, 10 de fevereiro de 1945) é um matemático alemão, que trabalha com álgebra.
Estudou matemática, física e filosofia a partir de 1964 na Universidade de Frankfurt, onde obteve o diploma em matemática em 1968. Obteve um doutorado em 1969 na Universidade de Frankfurt, orientado por Friedrich-Wilhelm Bauer, com a tese Diagonalisierungspaare in der Homologischen Algebra. Foi depois Wissenschaftlicher Assistent na Universidade de Tübingen e em 1971/1972 professor assistente na Universidade Carleton (onde trabalhou com Vlastimil Dlab). Obteve a habilitação em Tübinge, onde foi docente. Foi professor da Universidade de Bonn. Foi de 1978 até aposentar-se em 2010 professor da Universidade de Bielefeld. Foi de 2010 a 2013 professor visitante da Universidade Jiao Tong de Xangai.
É fellow da American Mathematical Society. Foi palestrante convidado do Congresso Internacional de Matemáticos em Varsóvia (1983: Indecomposable representations of finite dimensional algebras).
É membro da Academia Norueguesa de Literatura e Ciências.

## Obras
- Unzerlegbare Darstellungen endlich-dimensionaler Algebren, Jahresbericht DMV 85 (1983), 86-105
- Recent advances in the representation theory of finite dimensional algebras. (1984-1990), Progress in Mathematics 95, Birkhäuser 1991, p. 141–192
- com Vlastimil Dlab Indecomposable representations of graphs and algebras, AMS 1976
- Tame Algebras and Integral Quadratic Forms, Springer Verlag 1984
- Editor com Vlastimil Dlab: Representations of finite dimensional algebras and related topics in Lie theory and geometry, AMS 2004
- Editor com Henning Krause: Infinite Length Modules, Birkhäuser 2000